# 凯撒自行火炮
CAESAR自行火炮（法語：CAmion Équipé d'un Système d'ARtillerie）為法國製的一款車載自行火炮，由六輪驅動的卡車搭載155毫米52倍徑TRF1加榴炮而成。為法國陸軍所建造的原型車，底盤採用的是雷諾的夏爾巴（Sherpa）10卡車，外銷版原型車則是使用烏尼莫克的U2450L六輪驅動卡車。CAESAR平台由GIAT工業（現奈克斯特）所研發，目前在法國、印尼、沙烏地阿拉伯、泰國、烏克蘭等國的軍隊中服役。

## 研發過程
1990年代，法國公營的GIAT重工為了進行技術驗證，與勞爾重工共同開發了CAESAR自行火炮。該款自行火炮於1994年首次公開亮相。4年後，試驗性生產的CAESAR自行火炮交由法國陸軍進行測試

## 設計

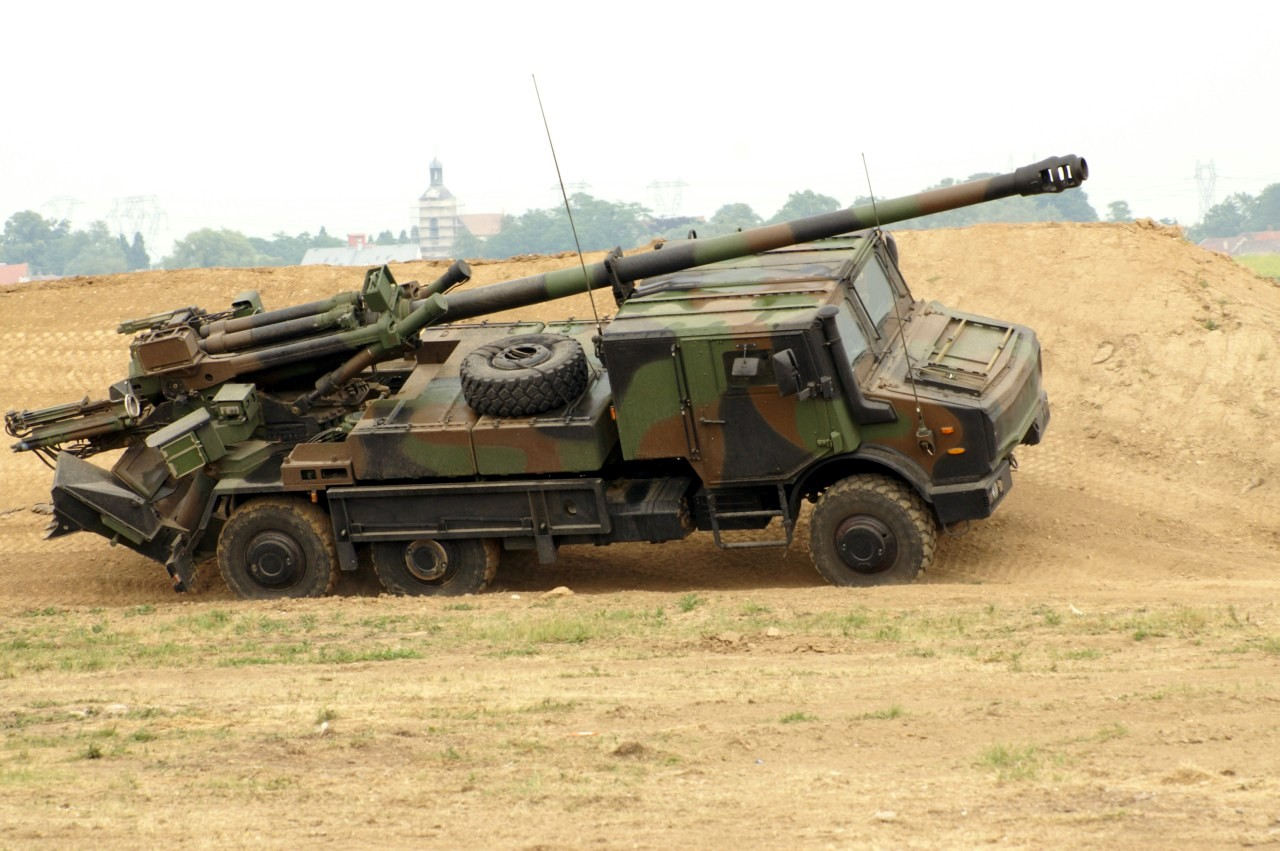
安裝於烏尼莫克U2405L六輪驅動卡車的CAESAR自行火炮

CAESAR自行火炮為一款裝有155毫米52倍徑火炮的車載自行榴彈砲。車上可裝載18發彈藥，基本由5名、最低3名組員進行操作。此自行火炮可用C-130或A400M運輸機進行運輸。使用增程型全口徑（ERFB；Extended Range, Full Bore）砲彈，射程可達42公里，使用火箭助推砲彈的話，射程可再增加至50公里。該自行火炮使用全電腦化控制系統，因此該自行火炮能夠自動控制。在2006年的欧洲国际防务展中，CEASAR自行火炮利用薩基姆Sigma 30慣性導航系統，演示其如何進行自動化部屬。
為了給組員更好的保護措施，奈克斯特給CEASAR的駕駛室設計了額外裝甲。這些裝甲能夠抵擋土製炸彈、路邊炸彈、反載具地雷，甚至是155毫米砲彈在載具5公尺（16英尺）外的爆炸。此外，所有的CAESAR自行火炮都能安裝這種裝甲。不過安裝裝甲會使CAESAR自行火炮的總重增加400公斤（880磅）左右，生產金額也會增加4到5個百分點。

## CAESAR 8x8

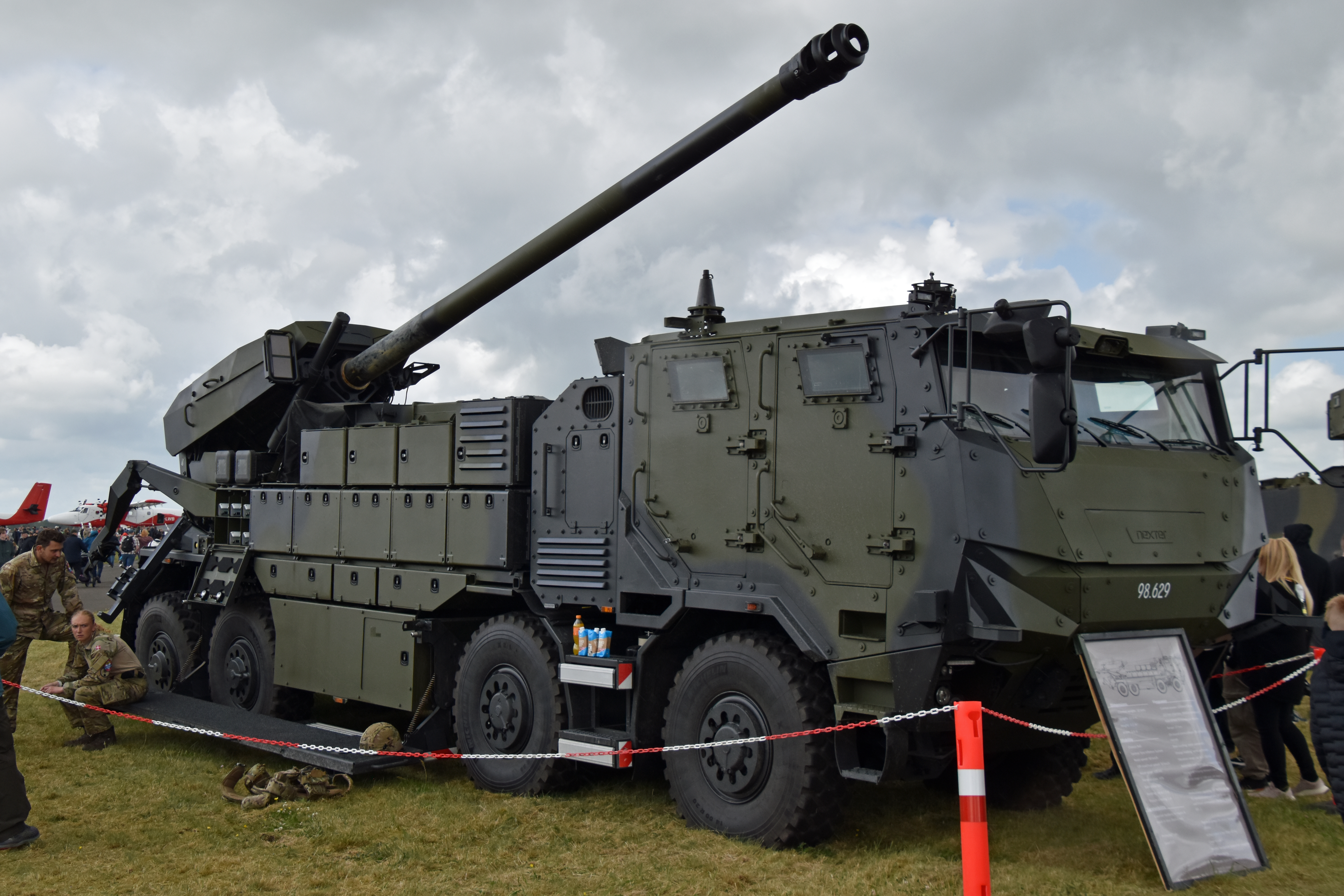
CAESAR 8x8自行火炮

2015年9月16日，奈克斯特在“國際防務和安全設備展覽會”，簡稱DSEI上公布，CAESAR 8x8將會使用太拖拉 815-7八輪驅動卡車作為底盤，以提供更高的機動性。展示車的駕駛艙是無裝甲的4人座版本，不過買家可選擇安裝裝甲版本的駕駛艙。該款自行火炮重量大約30噸左右不等，得看其是否安裝了帶有裝甲的駕駛艙。CAESAR 8x8使用具410匹馬力的柴油引擎。

## 使用方

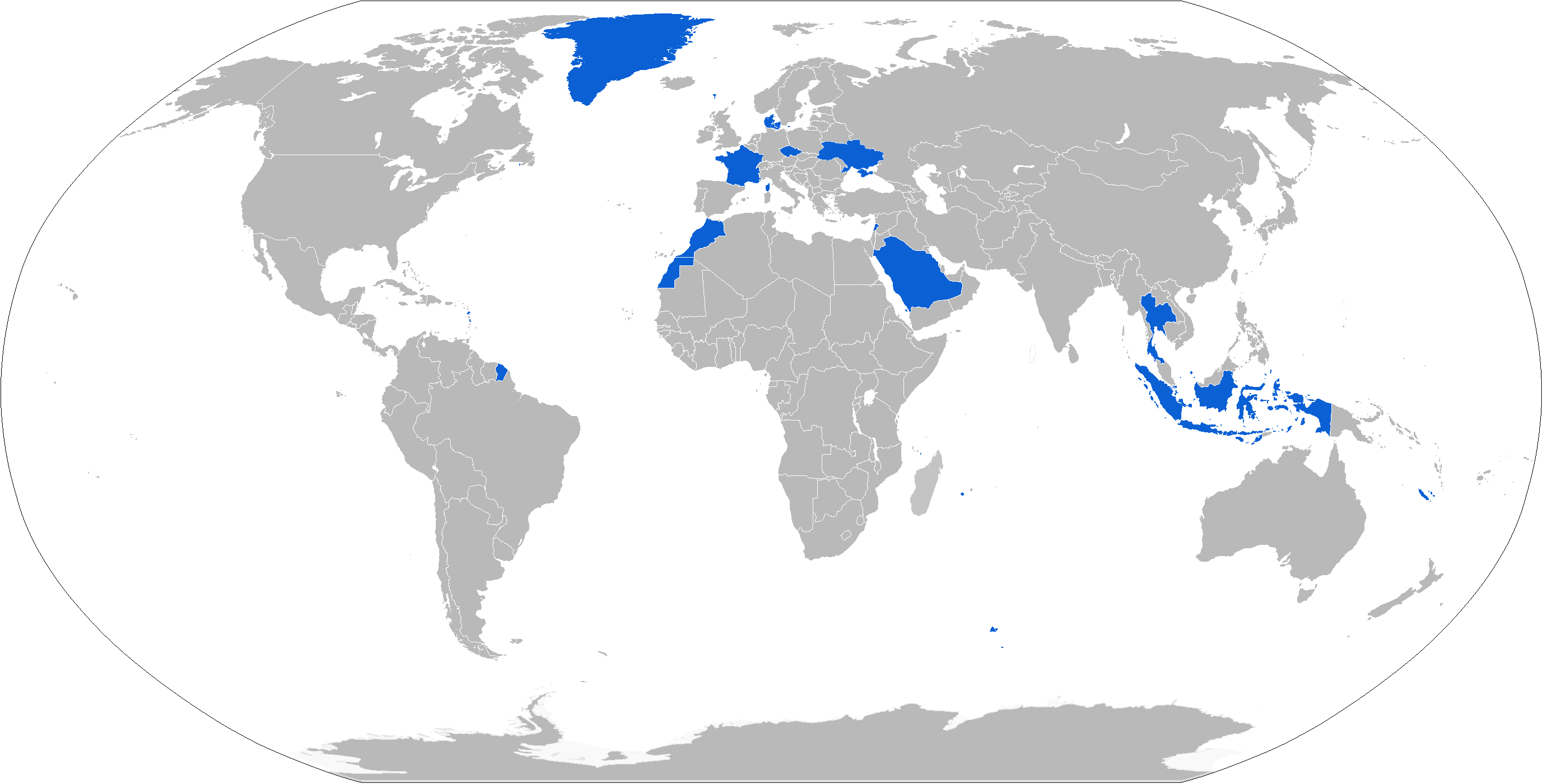
CAESAR自行火炮的使用方為藍色區塊

### 使用中
- 法國：2000年9月20日，購買CAESAR自行火炮的首批訂單被批准，共購買五輛。於2003年交貨。2004年評估結果出爐後，陸軍再次下定了72輛CAESAR自行火炮。2008年7月，首批共8輛CAESAR自行火炮交貨給法國陸軍[7]。雖然2004年的訂單尚未完成，但軍方為了在2030年替換GCT 155毫米自走砲（英语：AMX-30 AuF1），增購了32輛使用太拖拉 815的CAESAR 8x8[8]。
- 印度尼西亞：印尼陸軍以總價2億4千萬美元，訂購了37輛CAESAR自行火炮，首批2輛於2012年9月送達。2017年2月，印尼又增購了18輛CAESAR自行火炮[9][10][11] 印度的CAESAR自行火炮開火

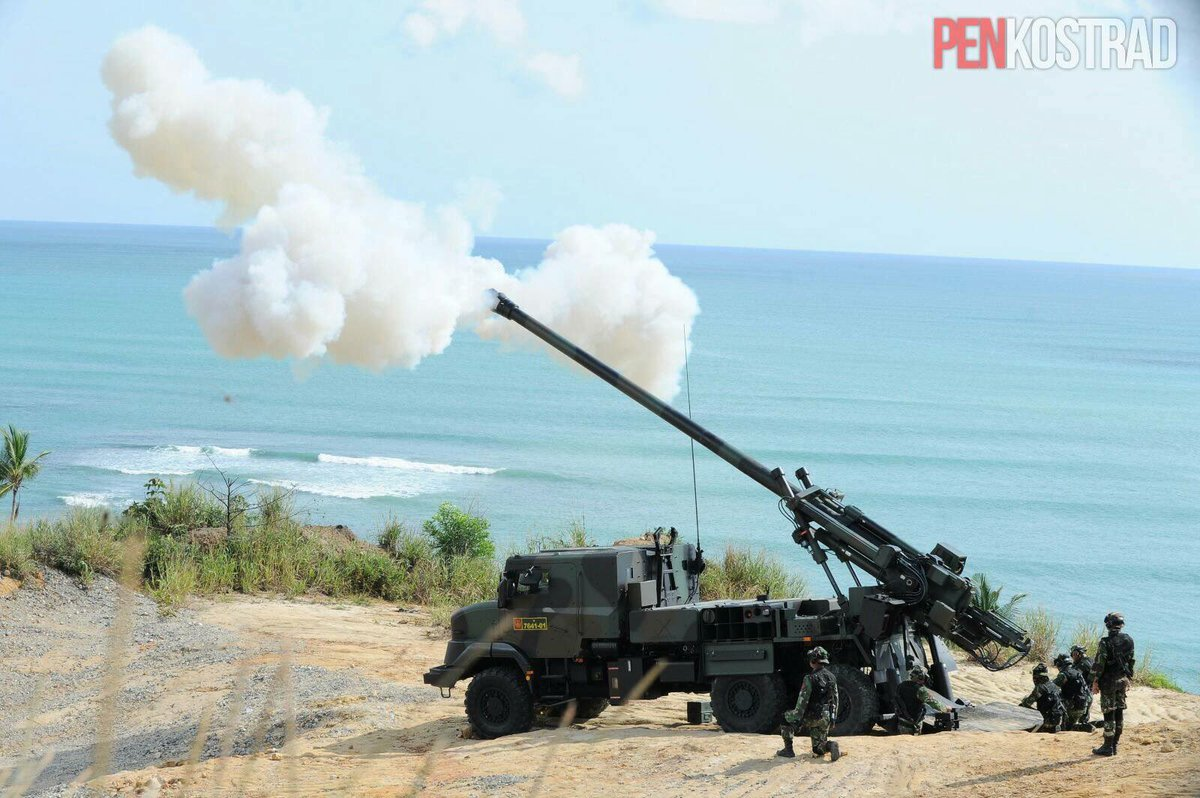
印度的CAESAR自行火炮開火

- 黎巴嫩：在沙烏地阿拉伯資助下，法國將提供黎巴嫩陸軍28輛CAESAR自行火炮[12]
- 沙烏地阿拉伯：2006年，GIAT重工宣布，不具名的外國客戶訂購了76輛、選擇權4輛的CAESAR自行火炮，該客戶隨後被證實是沙烏地阿拉伯[13]，4輛選擇權訂單在2007年1月確定購買。首批交貨的2輛CAESAR自行火炮於法國境內組裝，剩餘的78輛將於沙烏地阿拉伯國內組裝[14]2010年3月，沙烏地阿拉伯國民警衛隊（英语：Saudi Arabian National Guard）接收首批共4輛CAESAR自行火炮，這4輛包含在預計購買的100輛訂單中[15]
- 泰國：泰國皇家陸軍於2006年訂購CAESAR自行火炮，至2010年止，共有6輛服役中。底盤使用夏爾巴六輪驅動卡車[2][13]。
- 乌克兰：法國總統馬克宏於2022年4月22日宣布向正抵禦俄羅斯入侵的烏克蘭軍援18台CAESAR自行火炮，相當於法國軍方全部機動火炮的四分一。丹麥政府2023年1月19日周四決定向烏克蘭提供丹麥向法國訂購的全部19門凱撒遠程炮[16]。

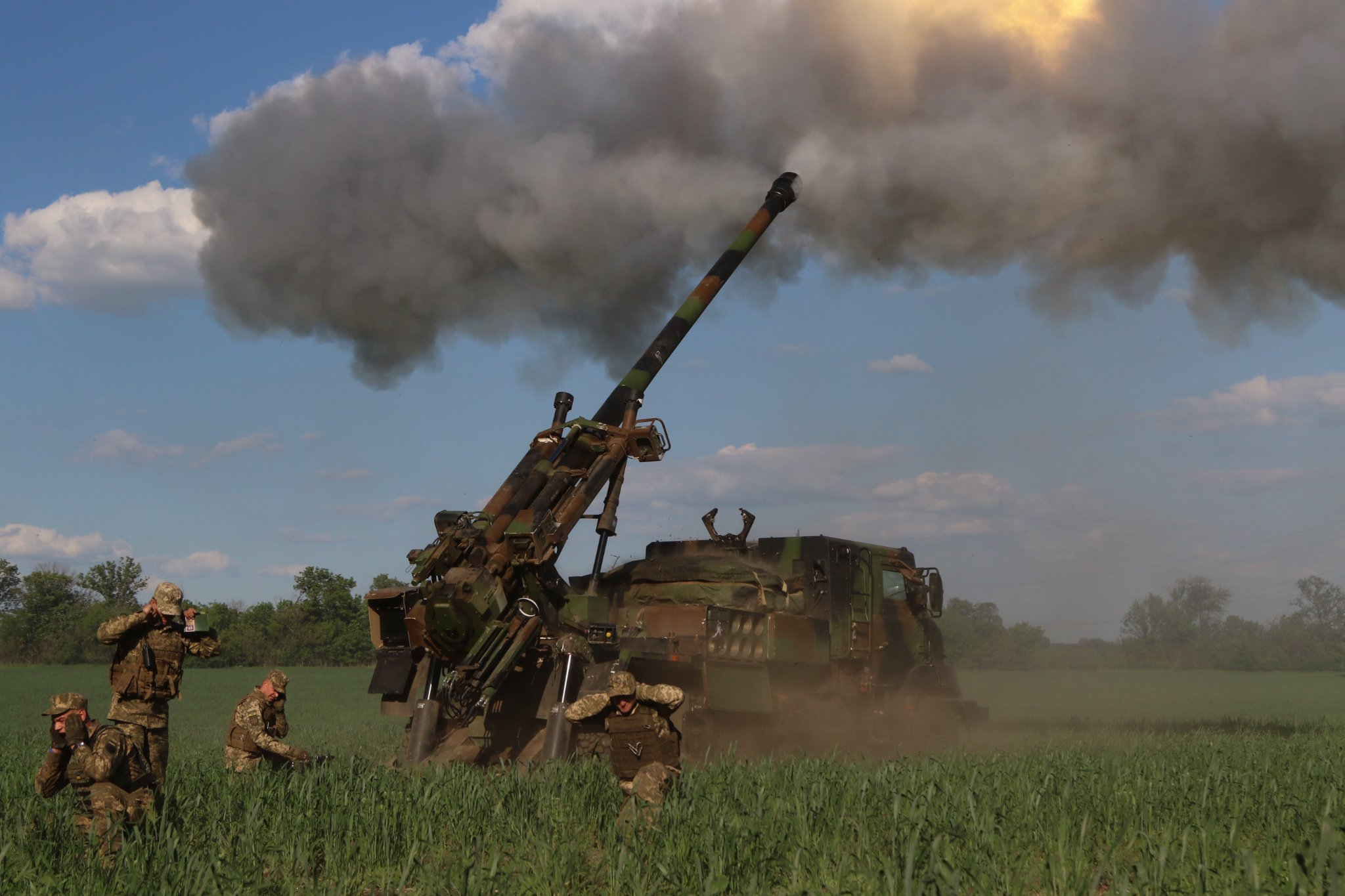
烏克蘭陸軍使用CAESAR自行火炮向俄軍開火

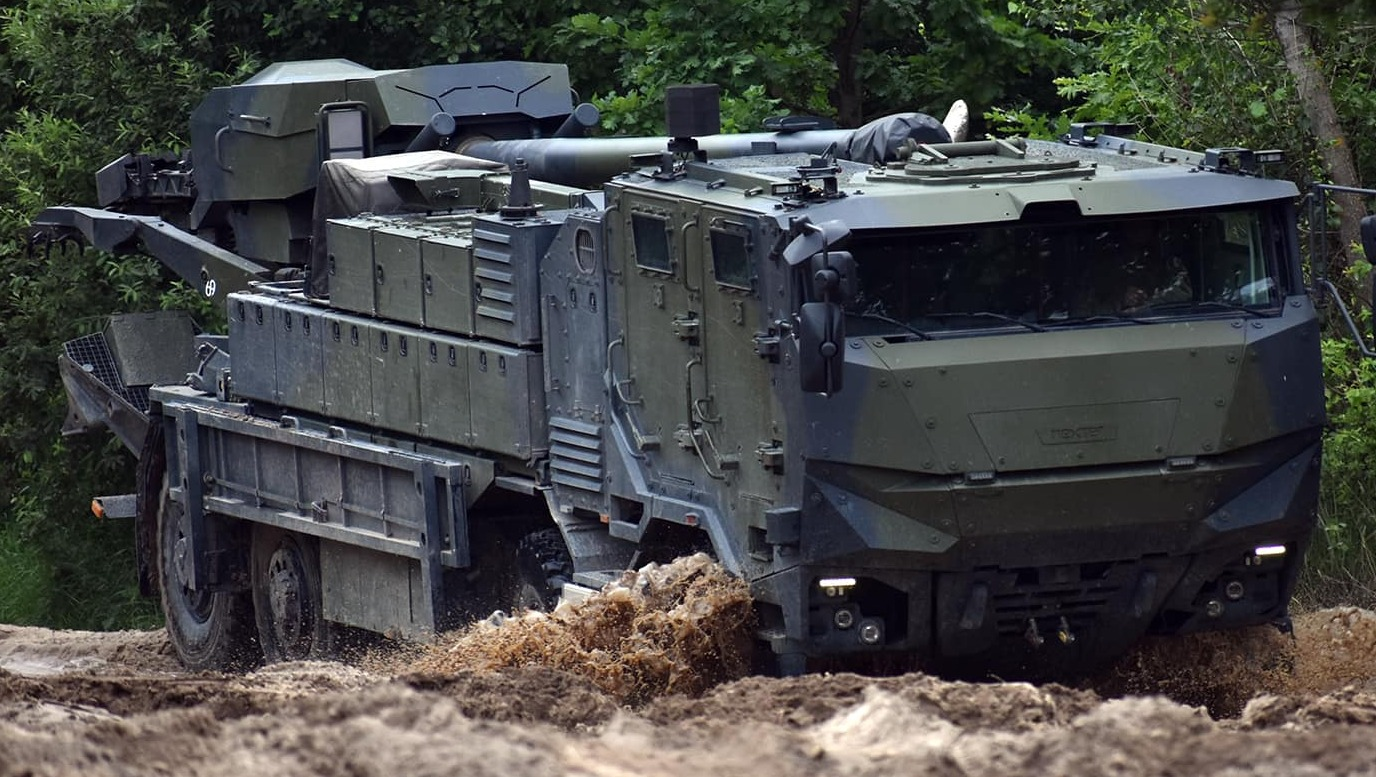
烏克蘭陸軍的CAESAR 8x8自行火炮

### 前用戶
- 丹麦：2017年3月14日，丹麥皇家陸軍決定使用CAESAR 8x8做為新的火炮系統，共訂購19輛。將使用太拖拉 815八輪驅動卡車作為底盤。將於2020年開始交貨[17][18][19][20]。但交付時間被推遲了，只有少數已經交付。后来因为俄罗斯入侵乌克兰战争爆发，丹麥政府決定向烏克蘭提供丹麥向法國訂購的全部19門凱撒遠程炮  （页面存档备份，存于）。

### 未來用戶
- 摩洛哥[21][22]
- 捷克：2020年6月，捷克陸軍決定以2億歐元的價格，購買52輛CAESAR 8x8自行火炮，這些火炮將使用捷克製太拖拉815-7T3RC1卡車作為底盤[23]。
- 亞美尼亞：2024年6月18日，法国宣布已与亚美尼亚签署出售凯撒自行榴弹炮的合约[24]。

## 部署
2009年6月，法國參謀首長聯席會議主席宣布，將派遣8輛CAESAR自行火炮至阿富汗，以協助當地法軍。於當年夏季抵達阿富汗。
2009年8月1日，3輛CAESAR自行火炮交由第3海軍陸戰隊炮兵團使用，另外五輛則部屬在托拉波拉、塔格布以及尼吉拉的前進作戰基地。這8輛CAESAR自行火炮的駕駛室皆帶有裝甲以及滅火口。
隸屬聯合國暫時駐黎巴嫩軍的法軍，在黎巴嫩南部部屬了CAESAR自行火炮。
位於馬利的藪貓行動中，4輛CAESAR自行火炮被部屬於第68非洲炮兵團。
2011年4月，泰國皇家陸軍使用CAESAR自行火炮攻擊柬埔寨軍隊的BM-21 “冰雹”火箭炮车。泰國軍方宣稱擊毀了2輛以上的BM-21火箭車。
摩蘇爾戰役期間，法國部隊在伊拉克部署了4輛CAESAR自行火炮，在2016年10月到2017年7月期間，協助伊拉克軍隊奪回被ISIS佔領的摩蘇爾。
2018年11月8日至隔年4月，巴古斯村戰役期間，多輛CAESAR自行火炮被部屬在伊拉克與敘利亞的邊境，以協助敘利亞民主力量奪回伊斯蘭國最後的城鎮據點。它們被部屬在美國陸軍新設立的伊拉克薩哈姆（Saham）火力支援基地，藉此在該戰役中提供火力支援，尤其是在氣候不佳、導致視線不佳使美軍無法執行空襲的時候。
沙烏地阿拉伯在葉門內戰中，也曾使用CAESAR自行火炮襲擊民生目標。

## 圖集

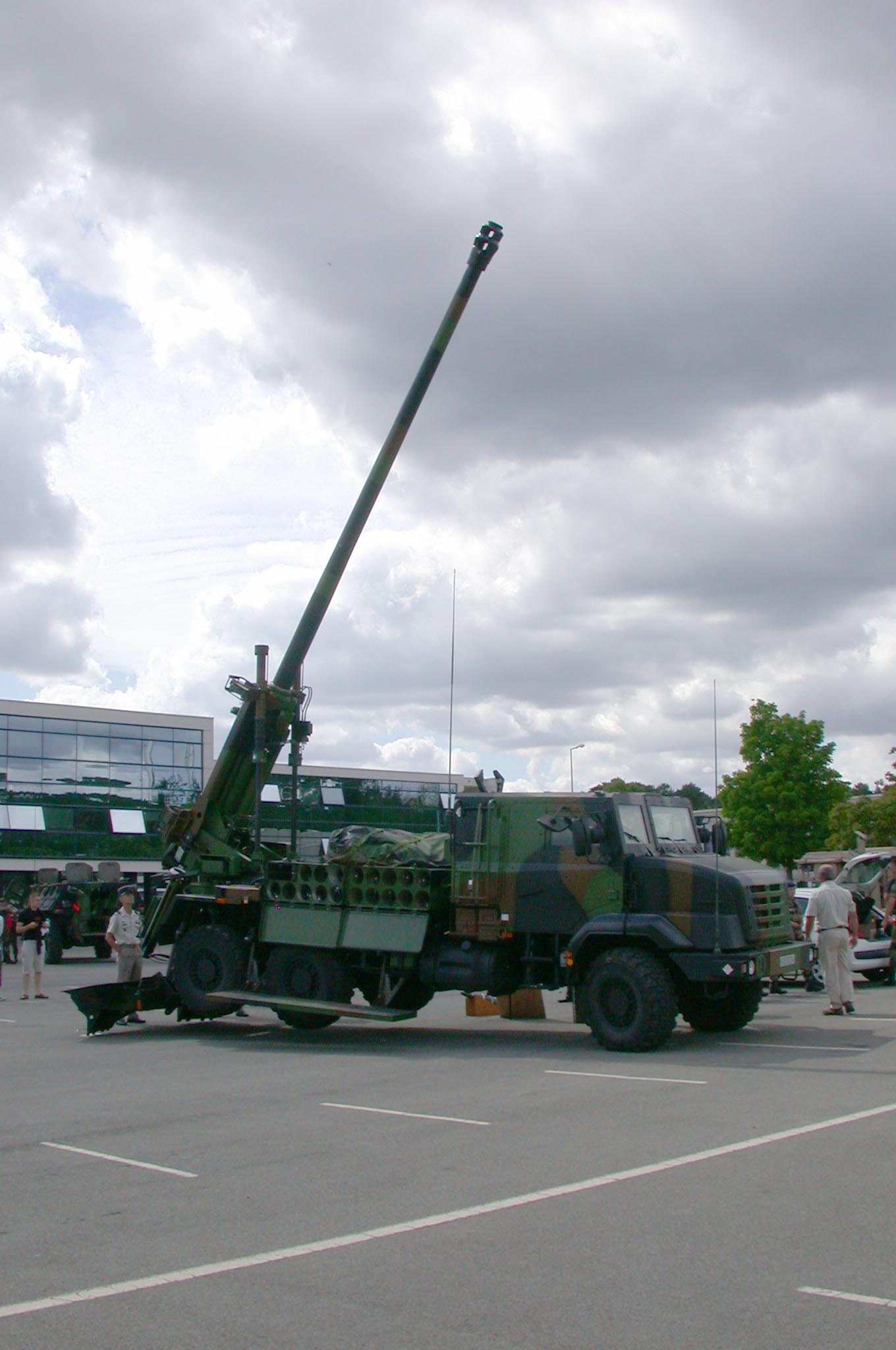
就發射姿態的CAESAR自行火炮
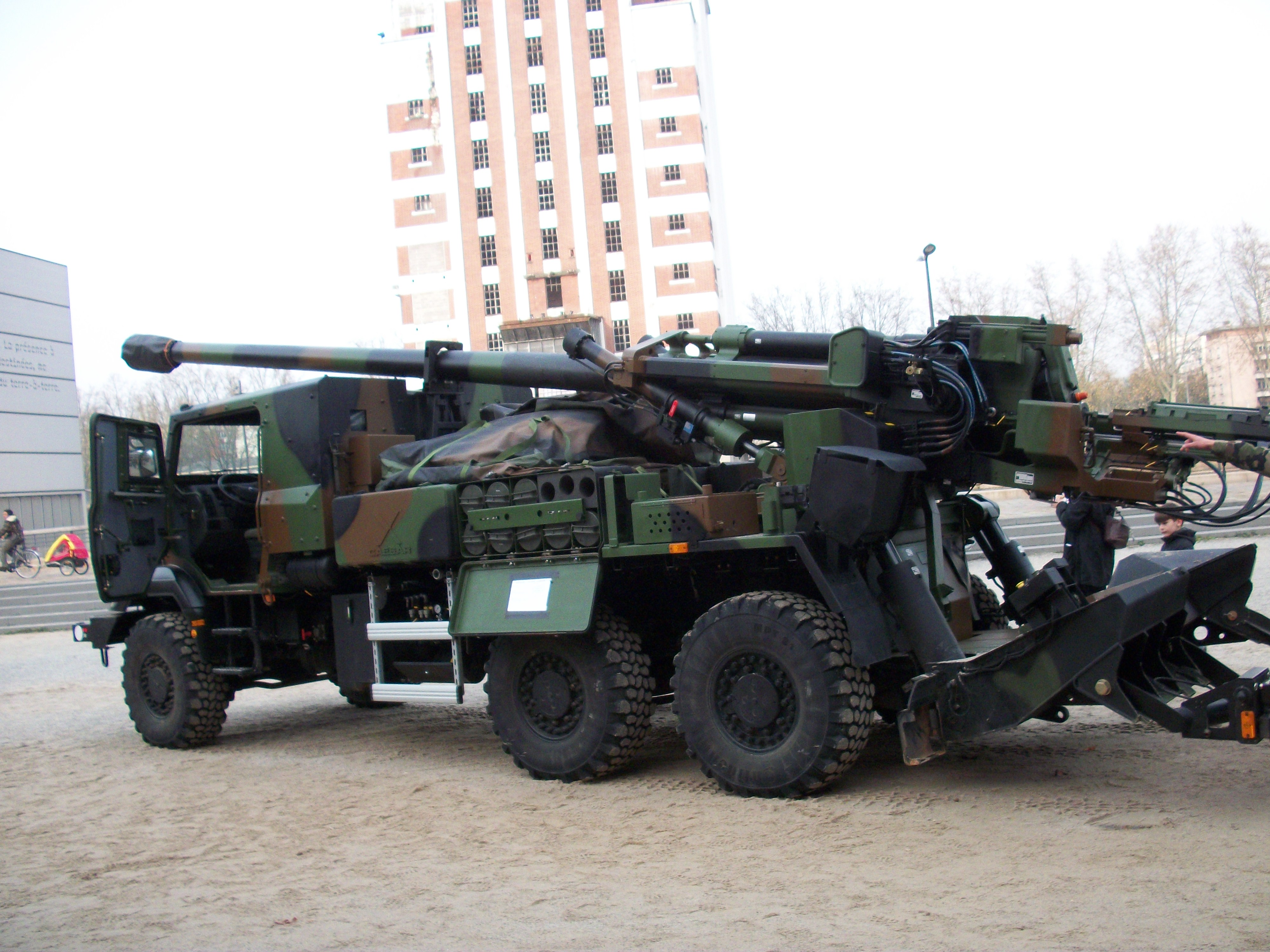
CAESAR自行火炮
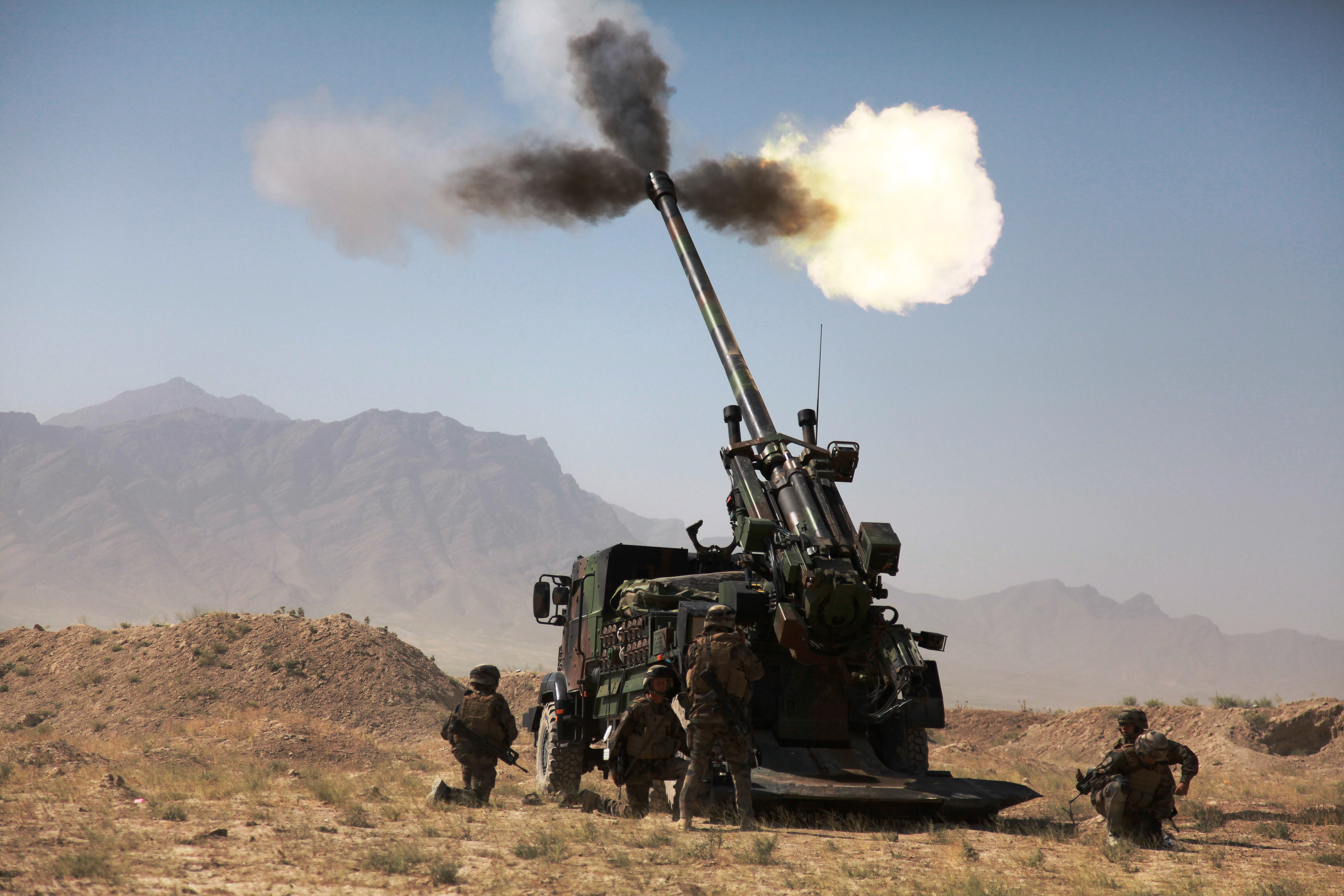
2009年8月，開火中的CAESAR火炮，攝於阿富汗
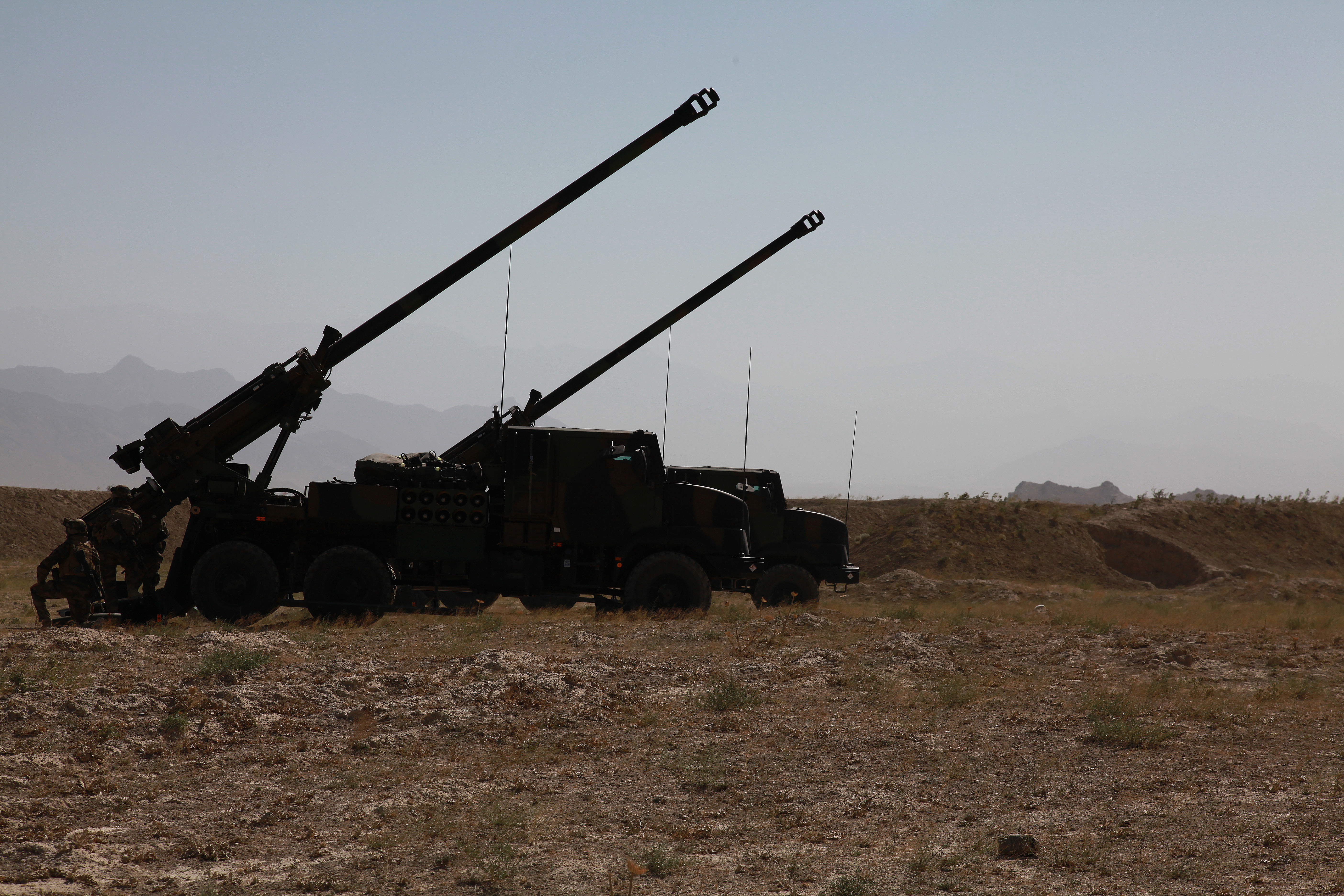
2009年8月，位於阿富汗的兩輛CAESAR自行火炮
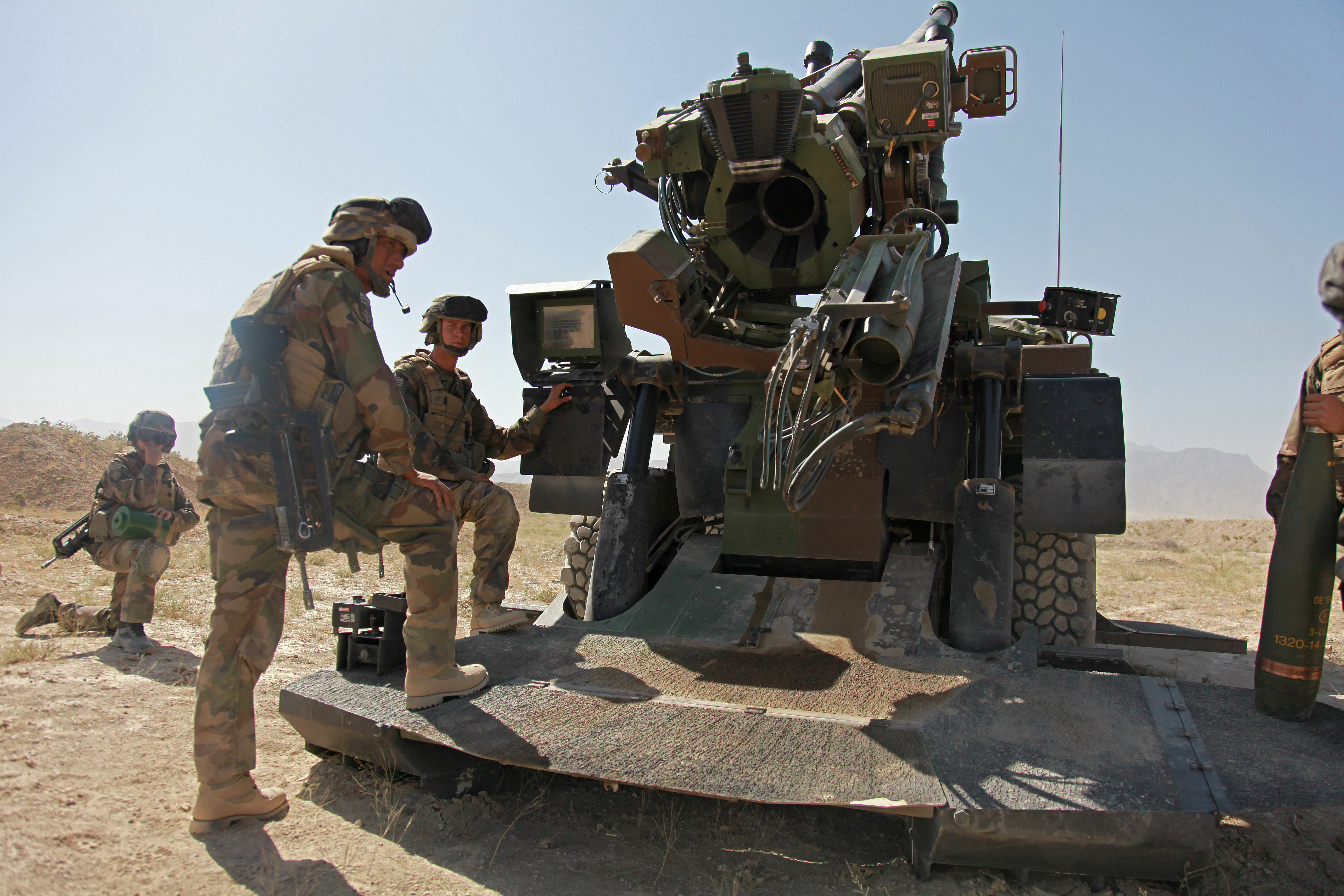
2009年8月，裝填中的CAESAR自行火炮
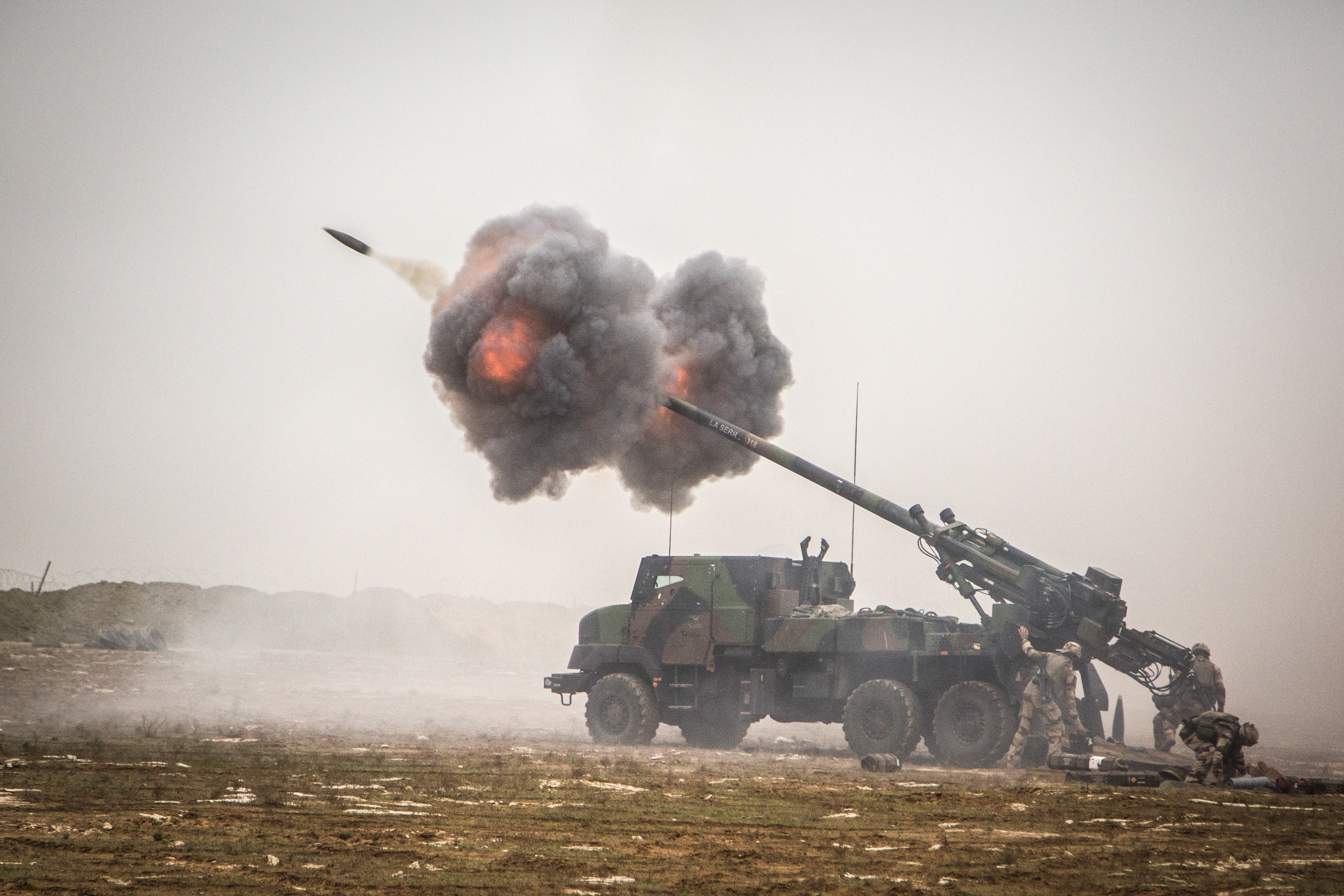
2018年11月，CAESAR自行火炮向位於幼發拉底河中段的村落開火
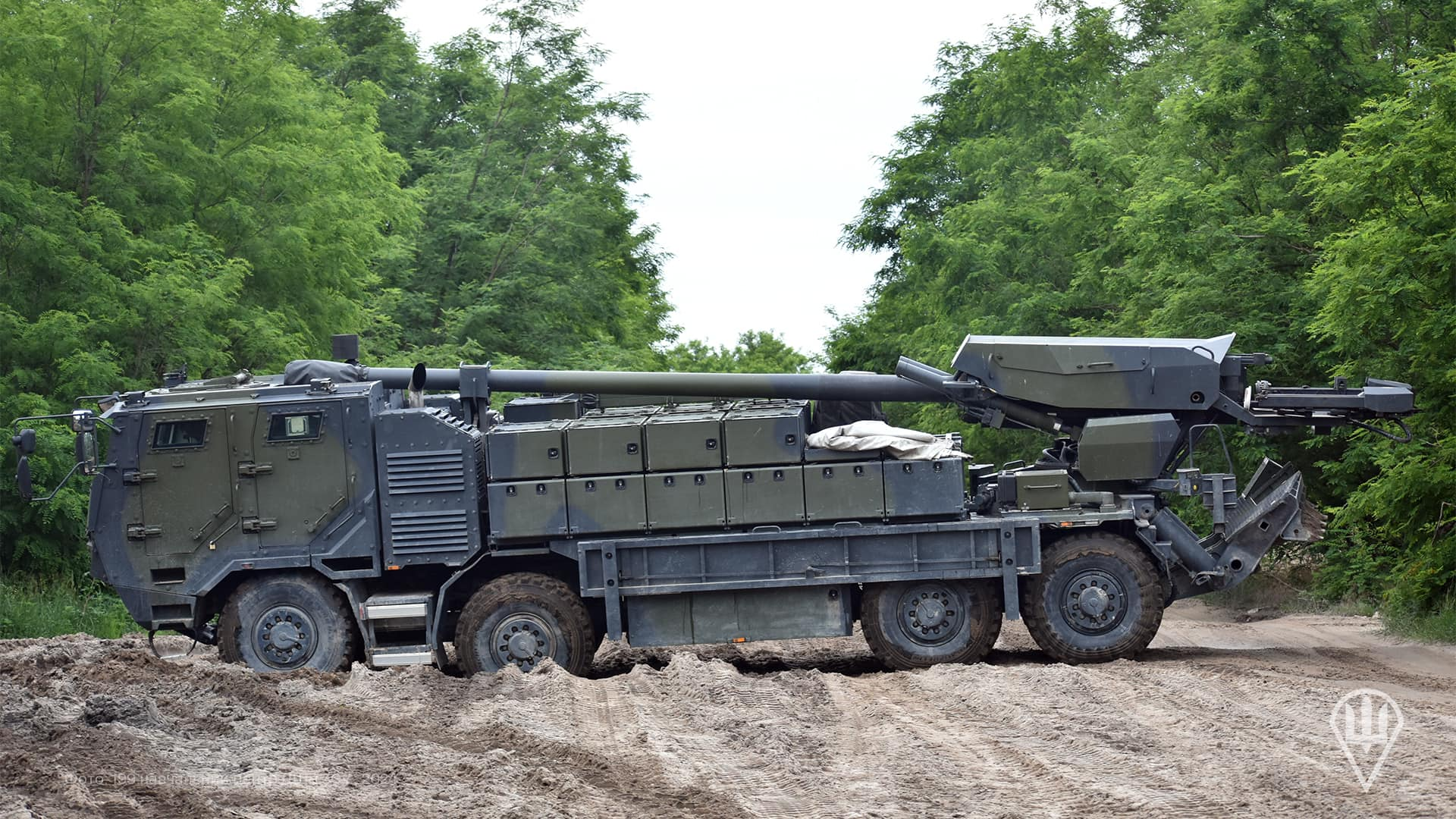
烏克蘭陸軍的CAESAR 8x8自行火炮側部
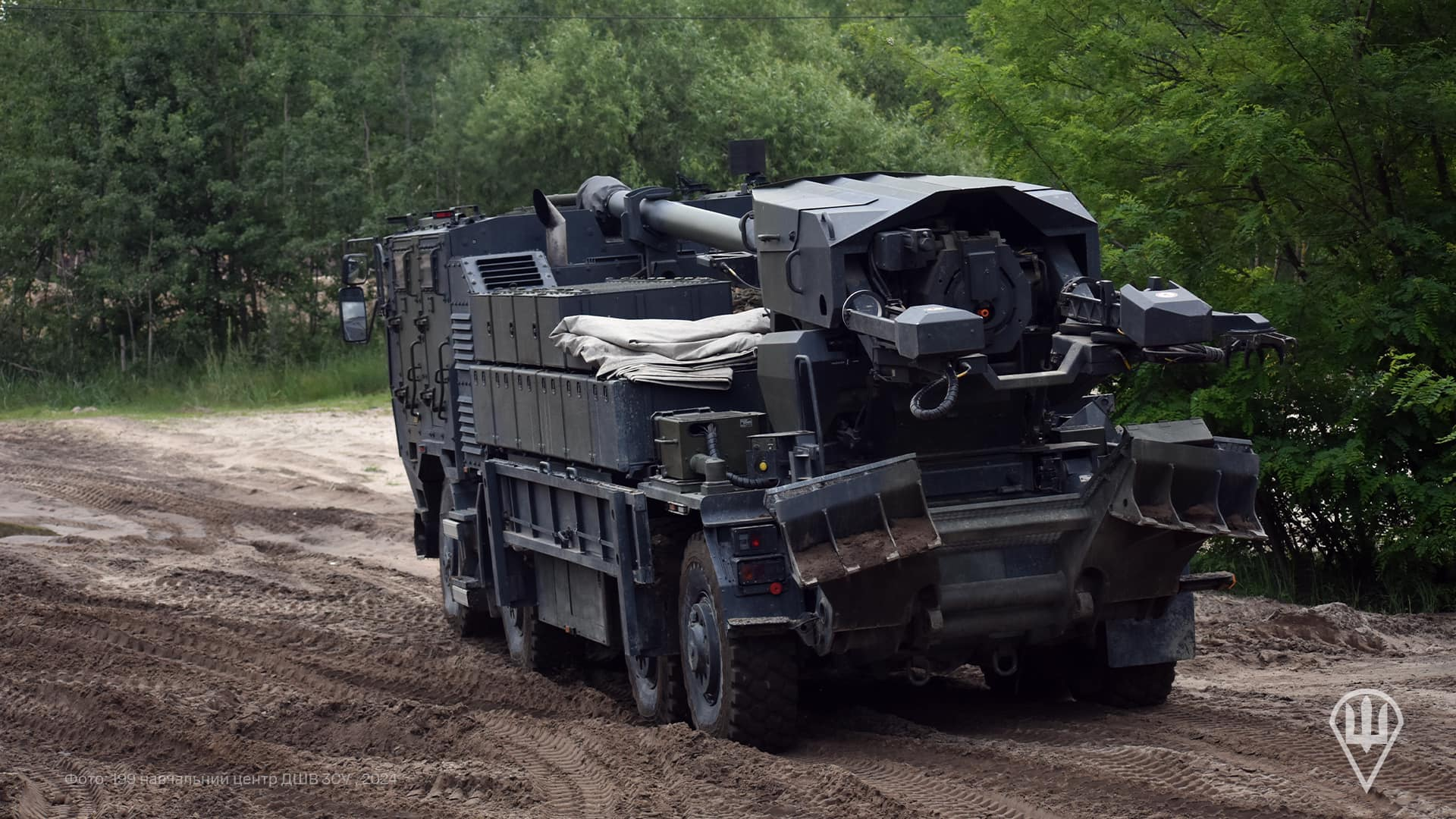
烏克蘭陸軍的CAESAR 8x8自行火炮後部
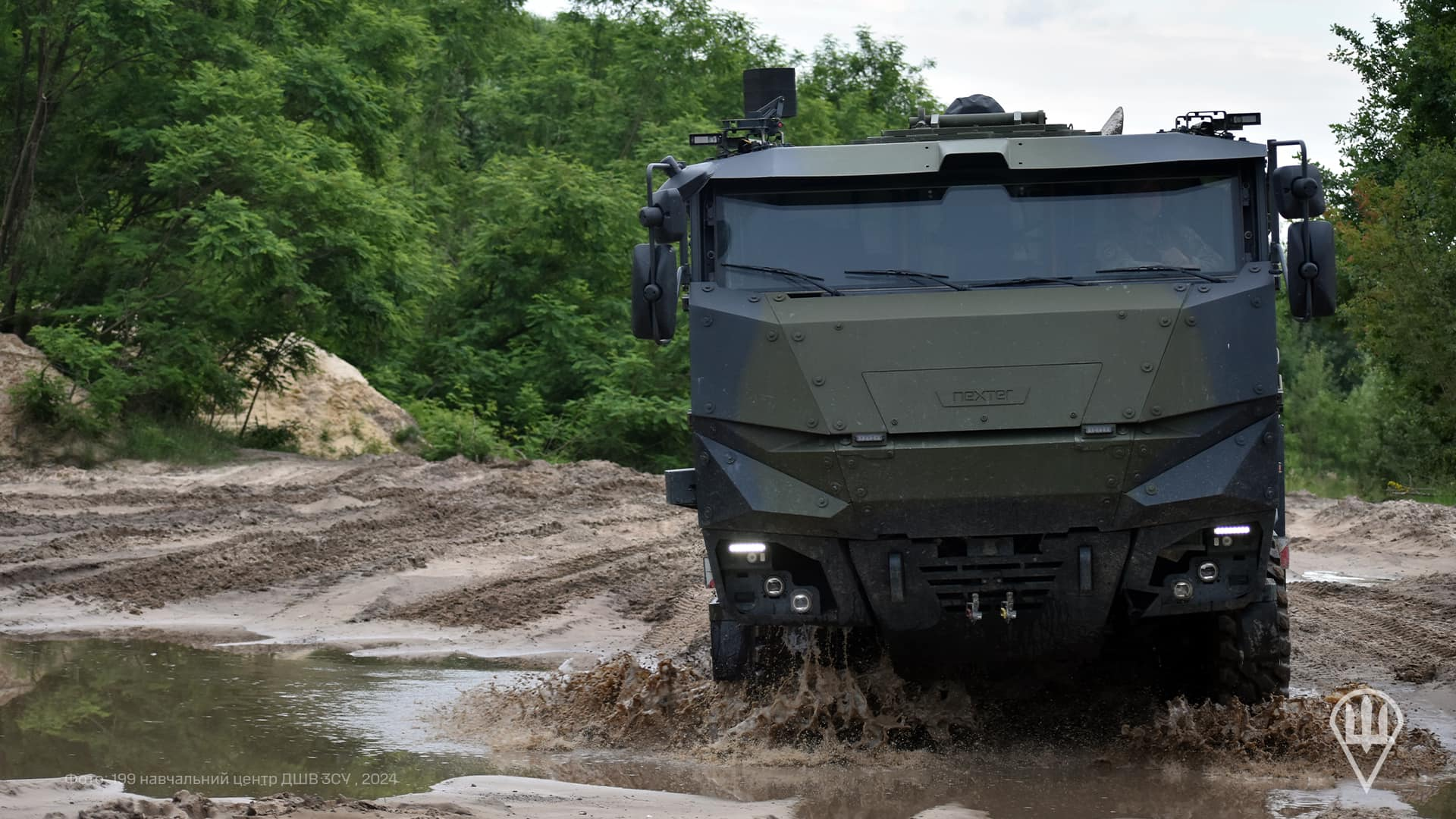
烏克蘭陸軍的CAESAR 8x8自行火炮前部
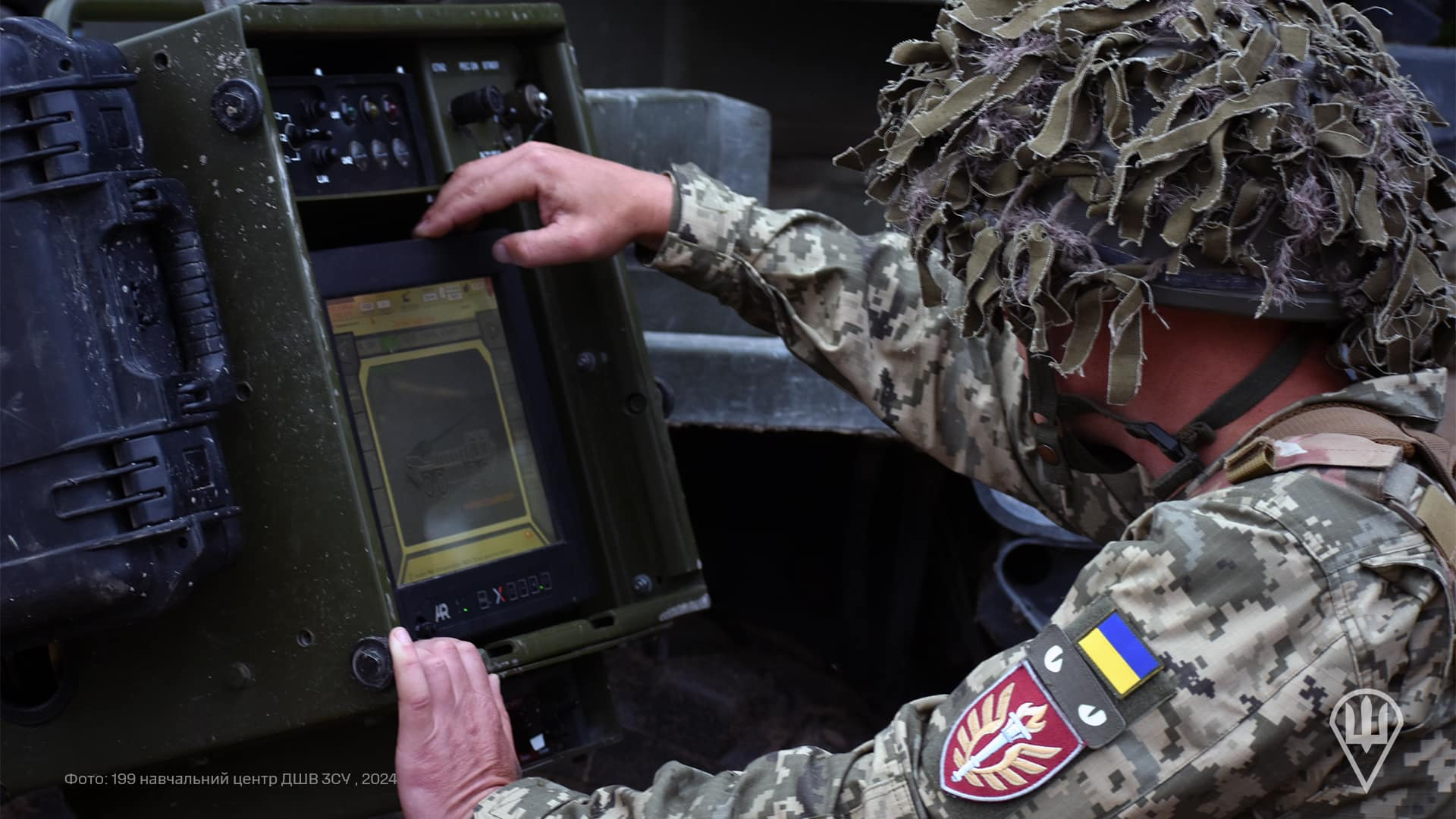
正在使用彈道計算儀為炮彈編程的烏克蘭陸軍炮兵

## 資料來源
1. 1 2 3 4  .   [2018-06-06]. （原始内容存档于2018-05-23）.
2. 1 2  . defense-update.co. 2007-10-21  [2020-03-05]. （原始内容存档于2007-10-21）.
3. ↑  . Jane's Armour and Artillery. 2010-02-10  [2011-01-05]. （原始内容存档于2012-09-11）.
4. ↑  . Strategypage.com. 2013-06-15  [2020-03-05]. （原始内容存档于2013-06-18）.
5. ↑  .   [2017-10-12]. （原始内容存档于2017-10-13）.
6. ↑  .   [2016-02-08]. （原始内容存档于2016-03-09）.
7. ↑  Daffix, Bruno. . DGA.   [2008-07-26]. （原始内容存档于2008-07-25）.
8. ↑  . 2015-10-24  [2020-03-05]. （原始内容存档于2017-03-21） （法语）.
9. ↑  . La Tribune.   [2014-11-05]. （原始内容存档于2014-11-05）.
10. ↑  NurW. .   [2014-11-05]. （原始内容存档于2014-10-09）.
11. ↑  Tomkins, Richard. . United Press International. 2017-02-20  [2017-02-21]. （原始内容存档于2017-02-21）.
12. ↑  .   [2014-12-26]. （原始内容存档于2014-12-30）.
13. 1 2  . Libération. 2006-07-20  [2020-03-05]. （原始内容存档于2006-07-21） （法语）.
14. ↑  .   [2014-11-05]. （原始内容存档于2009-08-01）.
15. ↑  . Jane's Information Group. 2010-03-31.
16. ↑  古莉. . 2023-01-19  [2023-01-25]. （原始内容存档于2023-01-25）.
17. ↑  . www.fmn.dk.   [2017-03-14]. （原始内容存档于2017-03-15） （丹麦语）.
18. ↑  . Defence Blog. 2017-03-15  [2017-03-15]. （原始内容存档于2017-03-15）.
19. ↑  Felstead, Peter. . IHS Jane's 360. 2017-05-23  [2017-05-24]. （原始内容存档于2017-05-24）.
20. ↑  . armyrecognition.com. 2019-10-29  [2020-03-05]. （原始内容存档于2019-10-29）.
21. ↑  Guessous, Hamza. . Morocco World News. 2020-01-22  [2020-07-04]. （原始内容存档于2020-06-29） （英语）.
22. ↑  Cabirol, Michel. . La Tribune. 2020-01-21  [2020-07-04]. （原始内容存档于2020-06-26）.
23. ↑  Grohmann, Jan. . 2020-06-05  [2020-07-04]. （原始内容存档于2020-06-28）.
24. ↑  . Reuters. 2024-06-18  [2024-06-20]. （原始内容存档于2024-06-18）.
25. ↑  . Libération. 2009-06-29  [2020-03-05]. （原始内容存档于2009-07-01） （法语）.
26. ↑  . 法國國防部. 2010-06-28  [2020-07-04]. （原始内容存档于2020-07-04） （法语）.
27. ↑  .   [5 November 2014]. （原始内容存档于2014-11-05）.
28. ↑  . RP Defense.   [2014-11-05]. （原始内容存档于2014-11-06）.
29. ↑  . Ouest-France.fr. 2016-10-17  [17 October 2016]. （原始内容存档于2016-10-20） （法语）.
30. ↑  Welch, Jason. . www.army.mil. 2018-12-18  [2019-04-19]. （原始内容存档于2019-04-19） （美国英语）.
31. ↑  . Reuters. 2019-04-15  [2019-05-16]. （原始内容存档于2019-05-12） （英语）.

## 外部連結
- 使用雷諾夏爾巴5卡車的CAESAR自行火炮（页面存档备份，存于）
- 法國的155毫米CAESAR火炮系統（页面存档备份，存于）
- Janes.com的CAESAR介紹頁面（页面存档备份，存于）
- 奈克斯特的CAESAR介紹頁面